# Dodë Gjergji
Dodë Gjergji, född  den 16 januari 1963 i Gjakova i Kosovo, är en albansk präst.
Åren 1982-1988 bedrev han studier i filosofi och teologi i Zagreb. Han blev utnämnd 1989 till präst i en albansk-katolsk by och sedermera biskop av Sapa i nordliga Albanien. I dag är han den högst uppsatte personen inom den katolska kyrkan i Kosovo.

### Fotnoter
1. ↑  Catholic-Hierarchy.org, Catholic Hierarchy person-ID: gjer, läst: 27 januari 2021.[källa från Wikidata]
2. ↑  Catholic-Hierarchy.org, Catholic Hierarchy person-ID: gjer, läst: 4 februari 2021.[källa från Wikidata]
3. 1 2 3 4  Catholic Hierarchy person-ID: gjer.[källa från Wikidata]
4. ↑  Catholic Hierarchy stifts-ID: sape.[källa från Wikidata]